# Pintura de Costa Rica
La pintura de Costa Rica es aquella que se ha producido por artistas nacidos en este país o bien, artistas extranjeros que han residido en él y cuya obra ha tenido influencia determinante en el arte nacional o ha sido reconocida como parte del mismo. Para su estudio, se le ha dividido en cinco fases históricas, que inician con la tradición académica heredada de la escuela europea a finales del siglo xix, se continúan con la consolidación de diversas vanguardias (nacionalista, abstraccionista, figurativa) influenciadas por las corrientes latinoamericanas y europeas del siglo xx, hasta la pintura postmodernista de la actualidad.
A finales del siglo xix, Costa Rica logró introducirse en el mercado mundial con la producción y exportación del café, lo que permitió la formación de una clase económica holgada y elitista, conocida como oligarquía cafetalera, de ideología liberal e interesada en el progreso económico, cultural y educativo. Esto motivó la inmigración al país de varios artistas principalmente europeos, que producían arte para esta élite, y cuya presencia en el país vino a dar inicio a la formación de una primera generación de pintores de escuela europea y estilo académico.
Las corrientes artísticas de vanguardia que recorrían Latinoamérica en las primeras décadas del siglo xx provocaron el surgimiento de movimientos nacionalistas que abogaron por la creación de un arte con esencia nacional. Este se manifestó con una propuesta artística en la cual la vida rústica y austera del campo, el contacto con la naturaleza y el ideal de una existencia pacífica llevaron al surgimiento de una identidad nacional en el arte, manifestada principalmente en la pintura paisajista y la formación de una sólida escuela tradicional en la técnica de la acuarela. Se abandonó el eurocentrismo y se abrazó el romanticismo rural. Emergió toda una generación de hábiles y destacados artistas, muchos de ellos dotados de talento en varios campos, con impacto determinante en el arte nacional y cierto renombre a nivel internacional.
Cambios políticos, educativos, económicos y sociales surgidos en la segunda mitad del siglo xx introdujeron nuevas vanguardias que pusieron en contacto al público costarricense primeramente con el arte abstracto, más tarde con el simbolismo figurativo y el surgimiento de la pintura de denuncia social durante la década de 1970, y finalmente, el arte contemporáneo y postmoderno a partir de la década de 1990, inspirado en aspectos de la modernidad de la Costa Rica del siglo xxi.
Entre los pintores más destacados de toda la historia de Costa Rica, pueden citarse a Aquiles Bigot, Tomás Povedano, Enrique Echandi, Francisco Amighetti, Francisco Zúñiga, Teodorico Quirós, Fausto Pacheco, Margarita Bertheau, Manuel de la Cruz González, Rafael Ángel García, Jorge Gallardo, Rafa Fernández, Lola Fernández y Max Jiménez, Jorge Rodríguez Iogui

## Periodización
El arte pictórico costarricense es relativamente joven. A grandes trazos, la historia de la pintura costarricense se puede periodizar en cinco fases históricas, las cuales se utilizan para marcar sus diferencias, hacer énfasis en sus características, sus intereses, preocupaciones y momentos históricos: Tradición académica (1897-1930), Generación del Treinta o Nacionalista (1930-1960), Grupo Ocho (1960-1970), Nueva Figuración (1970-1980) y Postmodernista (1980 en adelante). En algunos casos, existirán pintores que cambiarán radicalmente sus estilos para probar nuevos, y que luego volverán sobre sus pasos para ajustarse a los nuevos tiempos y temáticas.

### Antecedentes

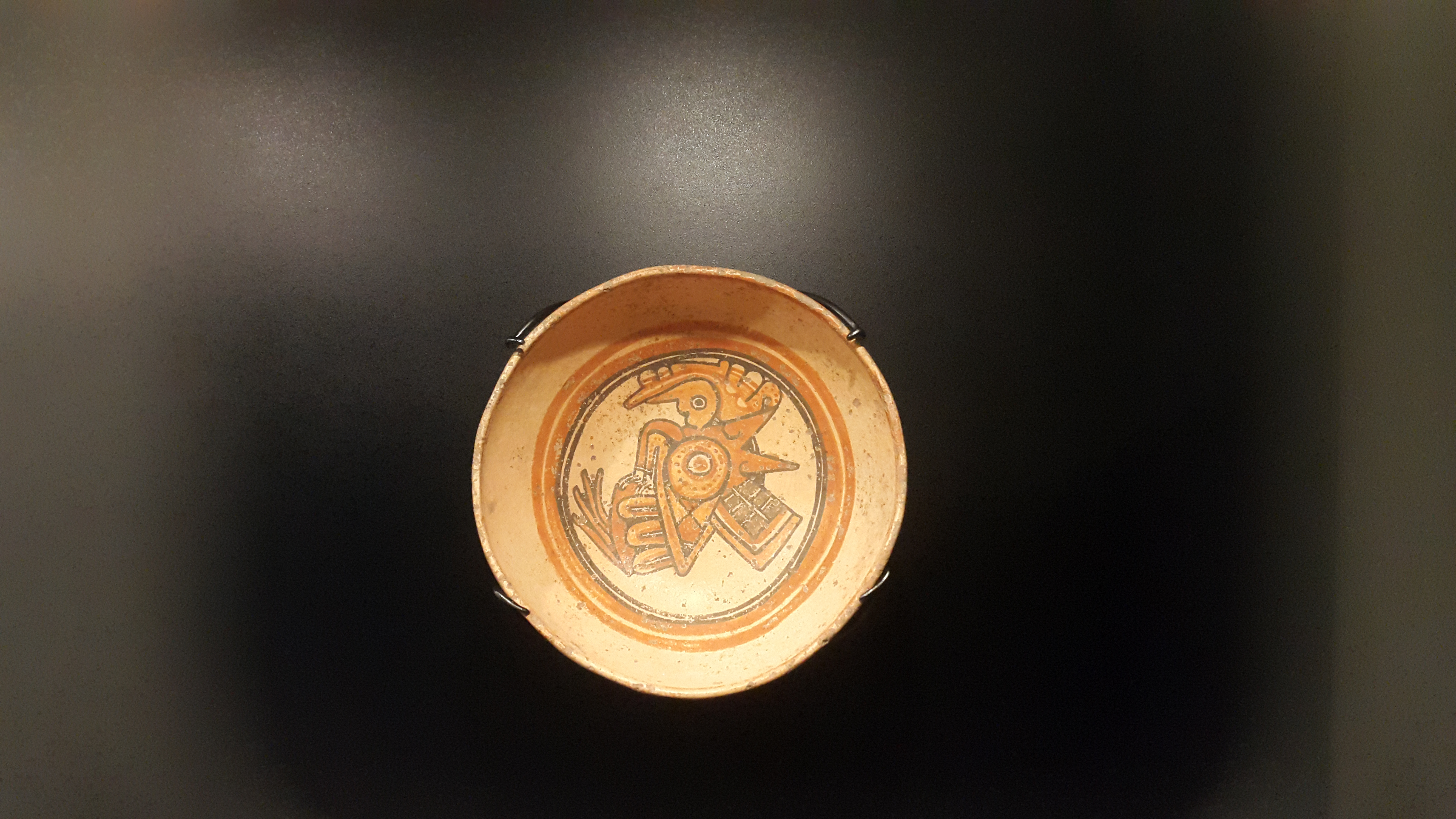
Plato de cerámica nicoyana decorado con motivo mesoamericano. 800 d. C. Museo del Jade.

La cultura costarricense produjo abundancia y diversidad artísticas en la época precolombina. En el caso específico de la pintura, las mayores manifestaciones del arte pictórico de los pueblos autóctonos se dieron principalmente en la decoración de la cerámica, sobre todo en la elaboración de la cerámica nicoyana, que combinaba tres pigmentos (rojo, terracota y negro), en la cual se reconoce la influencia mesoamericana. La cerámica nicoyana fue una expresión artística distintiva de la Gran Nicoya y muy apreciada como bien de intercambio comercial. Las técnicas de elaboración de esta cerámica se han conservado hasta nuestros días en algunos pueblos de la provincia de Guanacaste, utilizando para su decoración los mismos pigmentos usados por los ancestros nicoyas. También se sabe que utilizaron la púrpura extraída del caracol y tintes vegetales para teñir el algodón, que utilizaban para elaborar ropajes y telas funerarias. Aun así, la pintura fue más una manifestación complementaria que un arte mayor para las culturas prehispánicas costarricenses.

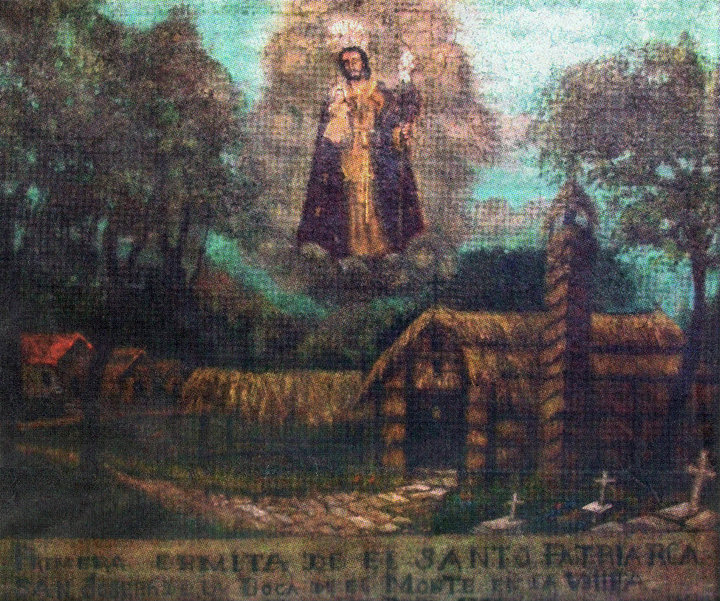
Pintura de 1800 que representa la fundación de la Villa Nueva de la Boca del Monte, actual ciudad de San José, capital de Costa Rica. Es la imagen más antigua que se conoce de esta ciudad.

Durante la colonia, no se registra la existencia de grandes pintores, aunque sí se conservan en el país pinturas de gran valor en cuyo estilo se reconoce a la escuela novohispana, siendo los motivos principalmente arte religioso. En el Museo de Arte Religioso de la Iglesia de Orosi, se conservan cinco pinturas que datan del siglo xviii y que fueron traídas desde México por los frailes franciscanos, las cuales, aunque carecen de firma de los autores, su estilo y composición hace suponer a los expertos que pertenecen a la escuela mexicana de Miguel Cabrera, Miguel Correa, Cristóbal de Villalpando y Luis de Morales.

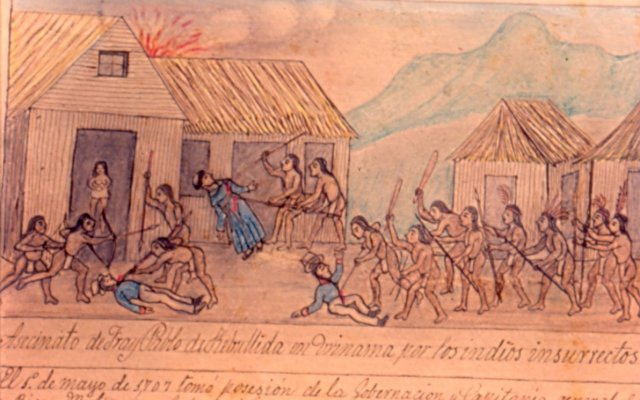
La rebelión de Pablo Presbere según el Álbum de Figueroa.

El arte de Costa Rica florece en el siglo xix con la independencia del país y el surgimiento de Costa Rica como república. Aparecen algunos pintores y dibujantes cuyas obras no fueron trascendentales para su época, sino que esta sería reconocida hasta mucho después. Entre ellos, destacan José María Figueroa Oreamuno, Felipe J. J. Valentini, Faustino Montes de Oca y el italiano Lorenzo Fortino.
La obra de José María Figueroa Oreamuno se ha considerado sumamente valiosa por su importancia histórica. Es el autor del Álbum de Figueroa, una colección de dibujos, cartas, mapas, genealogías y textos en las que recoge una gran cantidad de valiosa y variada información sobre la Costa Rica del siglo xix. Se considera a este álbum uno de los documentos más importantes de la historia nacional. Se estima que Figueroa comenzó a trabajar en él hacia 1864 y lo continuó hasta su muerte en 1900.
Felipe J.J. Valentini fue uno de los precursores de la acuarela en el país. Se dedicó especialmente al paisaje, tomando como temas el golfo de Nicoya y la provincia de Limón. Realizó su obra entre 1863 y 1866, y la mayoría de sus cuadros se conservan actualmente en Nueva York.

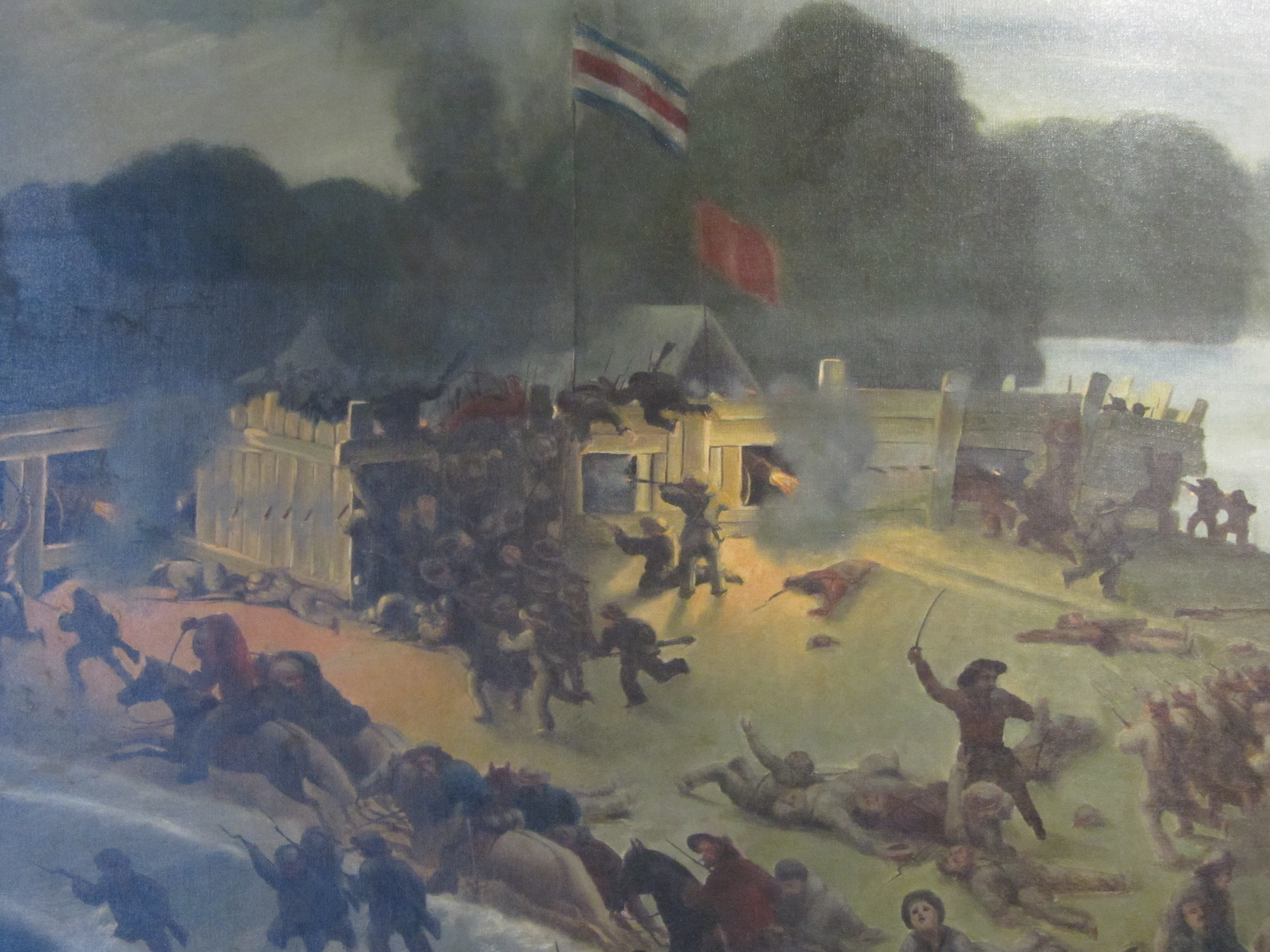
El combate de La Angostura, por Lorenzo Fortino.

Lorenzo Fortino, italiano radicado en Costa Rica, se dedicó a los retratos al óleo, pero es conocido sobre todo por su pintura histórica, en especial aquella relacionada con los hechos que llevaron al derrocamiento del presidente Juan Rafael Mora Porras en 1860. Estas escenas muestran colores brillantes con iconografía convencional, usando una lectura estética propia de los pintores románticos a la manera de Delacroix, con un estilo propio gracias a una serie de esquematizaciones y deformaciones.
Hasta antes de la creación de la Escuela de Bellas Artes en 1897, los jóvenes costarricenses carecían por completo de preparación artística. La mayoría de los que reciben clases, lo hacen a nivel privado. Los pliegos de lienzo y los pigmentos son caros, entonces, la mayoría de las obras se pintaban sobre papel o cartón. También, en la Costa Rica de finales del siglo xix corren ideas positivistas, ideología en la que el artista es de poca utilidad. Los artistas son víctimas de la indiferencia: cargan con un estigma social, sobre todo los varones. El que un hombre estudiara pintura era mal visto, pues se interpretaba un desarraigo social del implicado, como ocurrió en el caso de José María Figueroa, que fue "acusado" de ser "persona ociosa y amiga de fiestas e interesada en el arte". El arte, pues, se consideraba un conocimiento de adorno, "exclusivo para mujeres". El gusto por el arte y la belleza, no obstante, comienza a crecer con el éxito económico secundario al cultivo del café.

### Tradición académica (1890-1930)
La pintura en Costa Rica es un arte cuyo auge comenzó a darse principalmente a finales del siglo xix e inicios del siglo xx. Se formó una nueva oligarquía asociada a la producción y exportación del café a Europa. Esta élite, de ideología liberal, se interesó en los movimientos artísticos europeos avalados por las instancias de poder y, con ello, el arte, de tendencia académica, toma el protagonismo como imagen de realidad y poder. La pintura se encontró vinculada sobre todo al ámbito privado. El retratismo fue la tónica, como reflejo del culto a la personalidad, y en el caso del paisajismo, hay una tendencia por el realismo y los temas costumbristas. La inauguración del Teatro Nacional de Costa Rica en 1897 es una fiel evidencia del estilo estético predominante de la época: de estilo historicista, con columnas de mármol, fachada neo-renacentista, sus techos están adornados por diversas pinturas, en la que destaca la Alegoría del café y el banano, del milanés Aleardo Villa.
La pintura crece especialmente de la mano de pintores extranjeros asentados en el país, destacándose los nombres de Santiago Páramo, Henry Etheridge, Emil Span, Tomás Povedano y Aquiles Bigot. 
De ellos, destaca especialmente Tomás Povedano, pintor lucentino graduado de las Academias de Bellas Artes de Málaga y Sevilla, y establecido en Costa Rica en 1896. Povedano fue el fundador de la Academia de Bellas Artes de Costa Rica y uno de los primeros exponentes del arte pictórico de estilo académico en el país. Destacaron principalmente sus retratos (como los de José María Castro Madriz, Juan Rafael Mora Porras y Braulio Carrillo Colina, expresidentes), bodegones, las primeras representaciones de la vida nacional (Domingueando, óleo sobre tela, c.1905, 75.5 x 51 cm) y la historia nacional (El rescate de Dulcehé, 1942) y varias alegorías que realizó para la decoración del Teatro Nacional de Costa Rica.

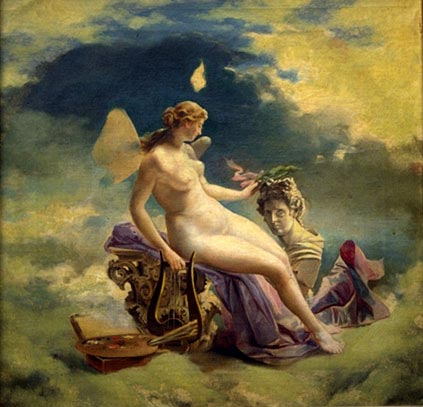
En la foto "Las artes", de Tomás Povedano (1897)

El alemán Emil Span, natural de Reutlingen y graduado de la Escuela de Bellas Artes del Instituto Real de Múnich, se radicó en Costa Rica en 1906, siendo uno de los primeros pintores en realizar paisajes, conocido también por sus cuadros de orquídeas (Orquídeas, óleo sobre tela, 1910, 23 x 16.5 cm) y por sus retratos, destacándose en especial uno que realizó del presidente José Joaquín Rodríguez Zeledón. Otro famoso retratista fue el parisino Aquiles Bigot, llegado a Costa Rica en 1862 y quien realizó gran cantidad de retratos oficiales para los presidentes de Costa Rica, los cuales actualmente se conservan en la Galería de Presidentes de la Asamblea Legislativa de Costa Rica. El suyo fue un arte de patrón estético elitista, de sentido fijo y comunicación unidimensional, con un lenguaje convencional que facilitó su alta estima entre la sociedad liberal de su época.

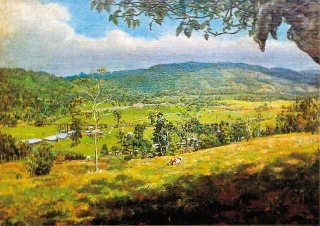
En la foto "Paisaje de Turrialba", de Emil Span (1912)

El sacerdote colombiano jesuita Santiago Páramo fue profesor de pintura del Colegio San Luis Gonzaga, en la ciudad de Cartago. Artista estimado por la comunidad cartaginesa, ornamentó algunas iglesias, como la de San Vicente, que él mismo construyó en 1876, y también pintó retratos y paisajes. Páramo, como el resto de los jesuitas, fue expulsado del país en 1883 durante el gobierno de Próspero Fernández Oreamuno. Algunas de sus obras quedaron en Costa Rica.
El inglés Henry Etheridge impartió clases de dibujo en el Instituto Nacional entre 1881 y 1888, además de realizar retratos al óleo. De su obra artística se conoce poco, destacándose dos retratos de los generales José María Cañas y José Joaquín Mora Porras, donde demuestra gran calidad como dibujante. Dos de sus principales discípulos destacan como los artistas costarricenses más recordados de esta época: Enrique Echandi y Ezequiel Jiménez Rojas.

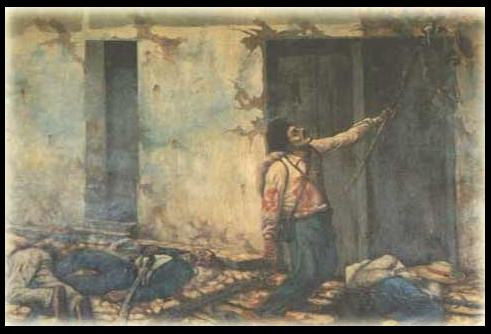
En la foto "La quema del mesón por Juan Santamaría", por Enrique Echandi (1896)

Enrique Echandi estudió en la Academia de Pintura y Dibujo de Leipzig y en la Escuela de Bellas Artes del Instituto Real de Estudios de Múnich. Fue famoso por sus retratos (llegó a ser el retratista oficial de los círculos del poder nacional), destacándose especialmente sus cuadros Retrato del Dr. Lehnard (óleo, 1905), El entomólogo (óleo sobre tela, sin fecha, 55.5 x 45.5 cm), Retrato de Ana Montero de Echandi (óleo, 1904), su madre, y el Retrato de María von Hossel de Maukisch (óleo, 1904), su suegra, así como su propio autorretrato (1891), obra que se considera fundacional en la historia del arte costarricense, por ser uno de los autorretratos más antiguos en el país. Echandi también incursionó en el paisajismo (Río Jesús María, óleo, sin fecha, 54 x 79 cm; Orosi, óleo sobre cartón, 1955, 28.5 x 21 cm). Su cuadro más famoso, sin embargo, fue el óleo La quema del mesón por Juan Santamaría (óleo, 191 x 258 cm, 1896), ambicioso lienzo histórico sobre el héroe nacional de Costa Rica que sin embargo no fue bien recibido por la élite liberal que gobernaba durante esta época, respondiendo más a aspectos políticos que criterios artísticos. Echandi fue el primer pintor profesional de Costa Rica y uno de los más destacados pintores de esta primera generación artística.
Ezequiel Jiménez Rojas fue el primer pintor dedicado a la representación o recreación del paisaje rural de Costa Rica, convirtiendo a la casa de adobes en el primer icono representativo de la pintura nacional. Fue uno de los primeros pintores en abandonar los talleres de pinturas para pintar al aire libre. Incursionó en la pintura costumbrista retratando escenas de la vida doméstica y aspectos cotidianos del costarricense. Su pintura, no obstante, es aún de estilo académico (asistió a la Academia de Bellas Artes de Tomás Povedano). Entre sus cuadros destacan Casa de adobes (óleo sobre papel, 1897, 26 x 32 cm), cuadro que con el paso del tiempo se constituyó en el ideal de la vida pacífica de los costarricenses; La roca de Carballo (óleo, 1930), Aserrí (óleo, 1931) y Paisaje: el hombre de la carga de leña (óleo, 1934), cuadros que lo hicieron merecedor de ser seleccionado como Maestro del Paisaje Latinoamericano por la Unión Panamericana en Washington.
Otros pintores destacados de esta época fueron José Zúñiga Valverde (Retrato de Pancha Carrasco, óleo sobre tela, 1906); José Rojas Sequeira (Fiesta guanacasteca. El baile suelto. Tinta china sobre papel. 1892. 24.7 x 30.8 cm); Antolín Chinchilla, Próspero Calderón, Ricardo Villafranca, Francisco Valiente, Nicolás Gallegos Quesada, Alberto Quijano, Julio Piza y Wenceslao de la Guardia.

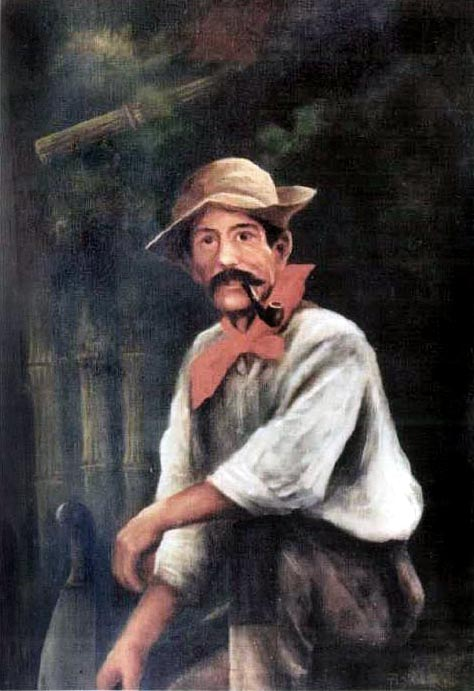
Trabajador, por Antolín Chinchilla (1937). Lo vernáculo, los campesinos y el paisaje rural fueron temas constantes en el arte nacional a partir de 1930.

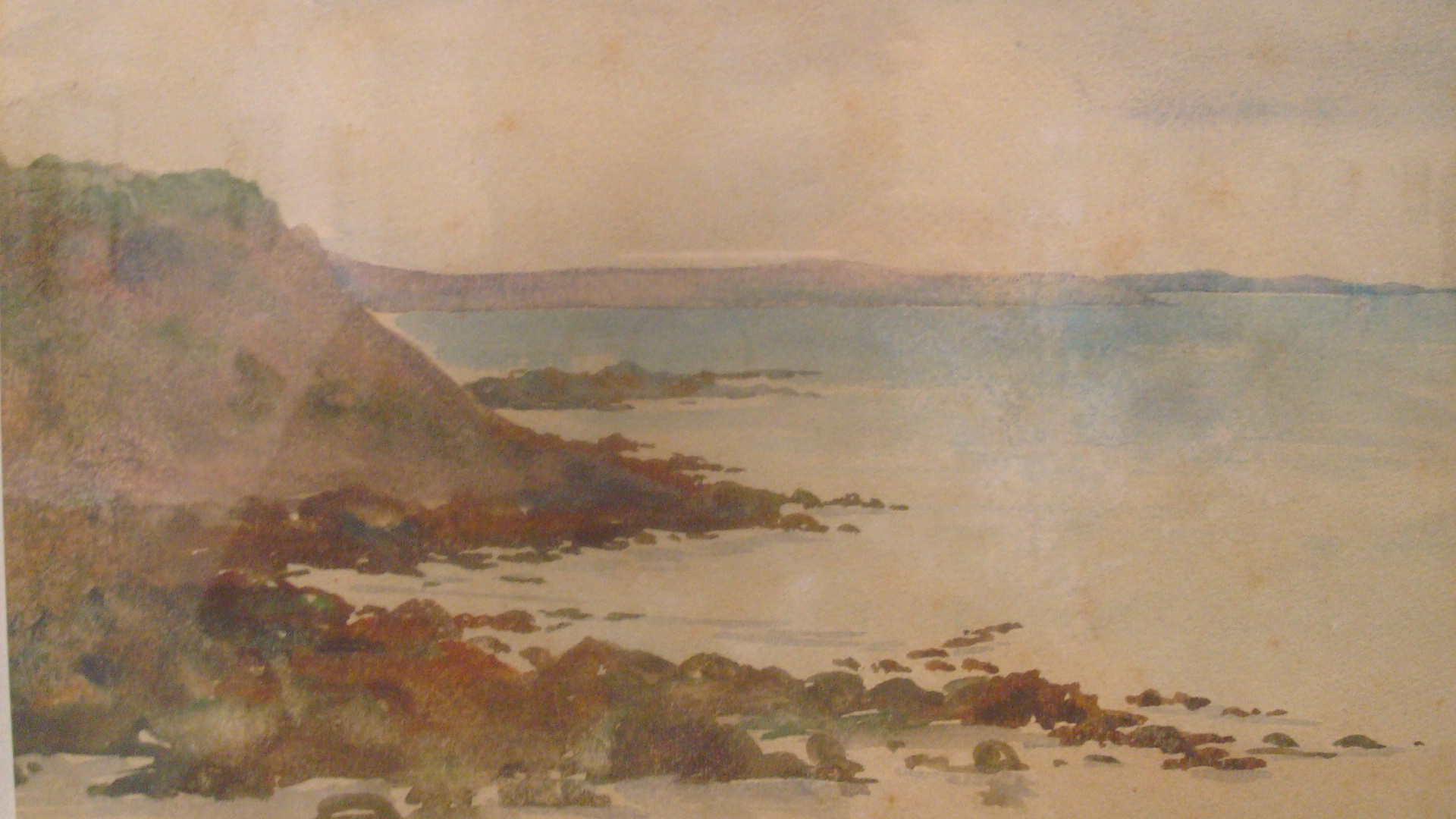
Paisaje (acuarela, 1912), por Carlos Herrero (1893-1918).

### La Generación Nacionalista (1927-1950)

#### Una nueva sensibilidad en el arte nacional
La llegada del siglo xx va a marcar un punto de inflexión en el desarrollo del arte costarricense, con la aparición de una nueva generación de pintores, escultores y escritores que va a revolucionar el ambiente artístico nacional. Este movimiento artístico, que recibió el nombre de La Nueva Sensibilidad, la Generación Nacionalista o la Generación de los Treinta, incluyó a artistas como Francisco Amighetti, Francisco Zúñiga, Fausto Pacheco, Juan Manuel Sánchez Barrantes, Carlos Salazar Herrera, Luisa González Feo, Néstor Zeledón Varela y Teodorico Quirós, los cuales formaron el Círculo de Amigos del Arte. A este grupo de artistas se unirán Doreen Vanston, Gilbert Laporte, Flora Luján, Juan Portuguez, Manuel de la Cruz González y Max Jiménez. Utilizando materiales autóctonos e innovando en motivos más nacionalistas, este grupo de artistas se rebela contra el estilo académico, probando nuevos estilos como el impresionismo, técnicas como la acuarela y temas como la pintura del paisaje rural. Este movimiento va a dar como resultado el surgimiento de una identidad nacional en el arte plástico costarricense, que se va a reflejar en la pintura, la escultura y la literatura. Va a surgir una generación de artistas , ajena al estilo académico, que impulsa el arte nacional alejándose de los cánones clásicos y la pintura de tono europeo.
Teodorico Quirós Alvarado creó una vasta obra de paisajes como tema predilecto, pintando al aire libre. Sus pinturas tendrán una fuerte influencia del impresionismo francés, que más tarde evolucionarán hacia un aire expresionista en la década de 1960. Con temas muy variados, sus pinturas tienen una estructura compositiva generalmente triangular, con uso audaz del color y la pincelada, y un uso muy personal de los claroscuros, para reflejar la influencia del sol tropical. Quirós fue responsable de entusiasmar a los jóvenes artistas nacionales para salir a la calle y reinventar el paisaje costarricense, alejándose de los cánones esquemáticos de la Academia. Entre sus obras más destacadas está El portón rojo (óleo, 94 x 125 cm, 1945), obra que conjuga las más exquisitas habilidades de Quirós: la aplicación desenfadada del color, la luminosidad, la composición equilibrada, la sólida construcción de los elementos. Esta pintura se considera símbolo de la Costa Rica semirrural e idealizada, transformando la casa de adobe en emblema de la pintura de esta época e icono más representativo de la identidad costarricense.
Fausto Pacheco Hernández fue un artista muy versátil, a la vez pintor y caricaturista, fotógrafo y grabador. Cuenta con una vasta obra al óleo y en acuarela, siendo el uso de la luz y el color sus temas predilectos, donde se descubren detalles impresionistas, rico cromatismo y contrastes de luces y sombras. Sus pinturas (La casa y la tranquera, acuarela, sin fecha, 37 x 46 cm; Paisaje de Escazú, sin fecha, 29 x 37 cm, Puente de piedra, acuarela, sin fecha, 30.5 x 40 cm) reflejan el aire romántico del paisaje costarricense: la casa de adobe, el trapiche, la carreta, el fogón, las montañas, la vegetación. Se le considera el pintor del paisaje nacional y su obra ha tenido gran repercusión en posteriores artistas nacionales.
Francisco Zúñiga, uno de los más reconocidos escultores del siglo xx, cuenta también con una importante obra pictórica. Preocupado por la figura humana, su obra se enmarca principalmente en la representación de la mujer, los motivos indígenas, lo autóctono, lo subjetivo, la síntesis, las concepciones modernas, lo vernáculo (vendedores ambulantes, marimberos, lavanderas, mujeres de iglesia, campesinos, viajeros, hombres a caballo, etc). Realizó numerosos trabajos en acuarela, retratos, paisajes, donde se sintetizaba su visión de la campiña costarricense. Utilizó diferentes técnicas de dibujo, tinta china, lápiz, retratando a sus parientes, animales al natural y paisajes. Además, creó una serie de xilografías. Zúñiga desarrolló un estilo propio que lo llevó a convertirse en uno de los artistas más consagrados del siglo xx.
Francisco Amighetti fue pintor, grabadista y escritor. Realizó más de 500 obras entre pinturas, xilografías y grabados, que tienen gran reconocimiento a nivel nacional e internacional. Llegó a ser uno de los artistas más influyentes del siglo xx y uno de los costarricenses más emblemáticos de la cultura nacional. Destacó por su conocimiento en diferentes técnicas plásticas. Sus temas versan sobre las más distintas índoles: la cultura popular, el motivo indígena, la Costa Rica rural, la vida cotidiana. Su trazo se caracteriza por su simplicidad y el poder de síntesis lineal, descubriéndose la clara influencia del expresionismo. Creador de una vasta obra en óleo, acuarelas, dibujos, ilustraciones y fue uno de los primeros muralistas costarricenses, destacándose su fresco La agricultura (1948, 199 x 513 cm).
Juan Manuel Sánchez Barrantes es uno de los representantes más distinguidos de la escultura costarricense, pero también fue pintor y dibujante. Es considerado el ideólogo de la Nueva Sensibilidad. Sus dibujos se caracterizan por su línea definida, nítida y delicada. Pintó varios autorretratos al óleo.
Carlos Salazar Herrera es más conocido como escritor y grabadista. Realizó varios linóleos de influjo expresionista para ilustrar su libro más conocido, Cuentos de angustias y paisajes (1947). Estos linóleos se caracterizan por su composición simple, grandes contrastes de clarooscuros, trazo preciso y simplicidad de formas. Contribuyó con varias de sus obras para el Álbum de Grabados (1934). Junto a Amighetti, Manuel de la Cruz González y Max Jiménez, es uno de los artistas costarricenses que se dedicó tanto a la escritura como a la pintura. También pintó varios paisajes al óleo (Paisaje campestre, óleo sobre tela, 1935).
Luisa González de Sáenz fue la primera pintora en formar parte del Círculo de Amigos del Arte. Su obra abarcó una gran cantidad de géneros. Ya desde la década de 1930, su obra paisajística denota una clara influencia del expresionismo, haciéndola la primera artista de este género en el país, con respecto a otros pintores costarricenses de su época. Incursionó también en el óleo y el dibujo, y fue pionera en la técnica del vitral. En su obra, la luz juega un papel destacado, pero también más tarde se destacará por la creación de lúgubres imágenes oníricas.
Entre los pintores academicistas de este periodo, en tanto, destacaron especialmente los retratistas, como Lolita Zeller de Peralta, Gonzalo Morales Alvarado y Fabio Fournier, a los cuales se les considera el vínculo entre el retrato académico tradicional y las posteriores generaciones de retratistas.

#### Las exposiciones de artes plásticas (1928-1937)

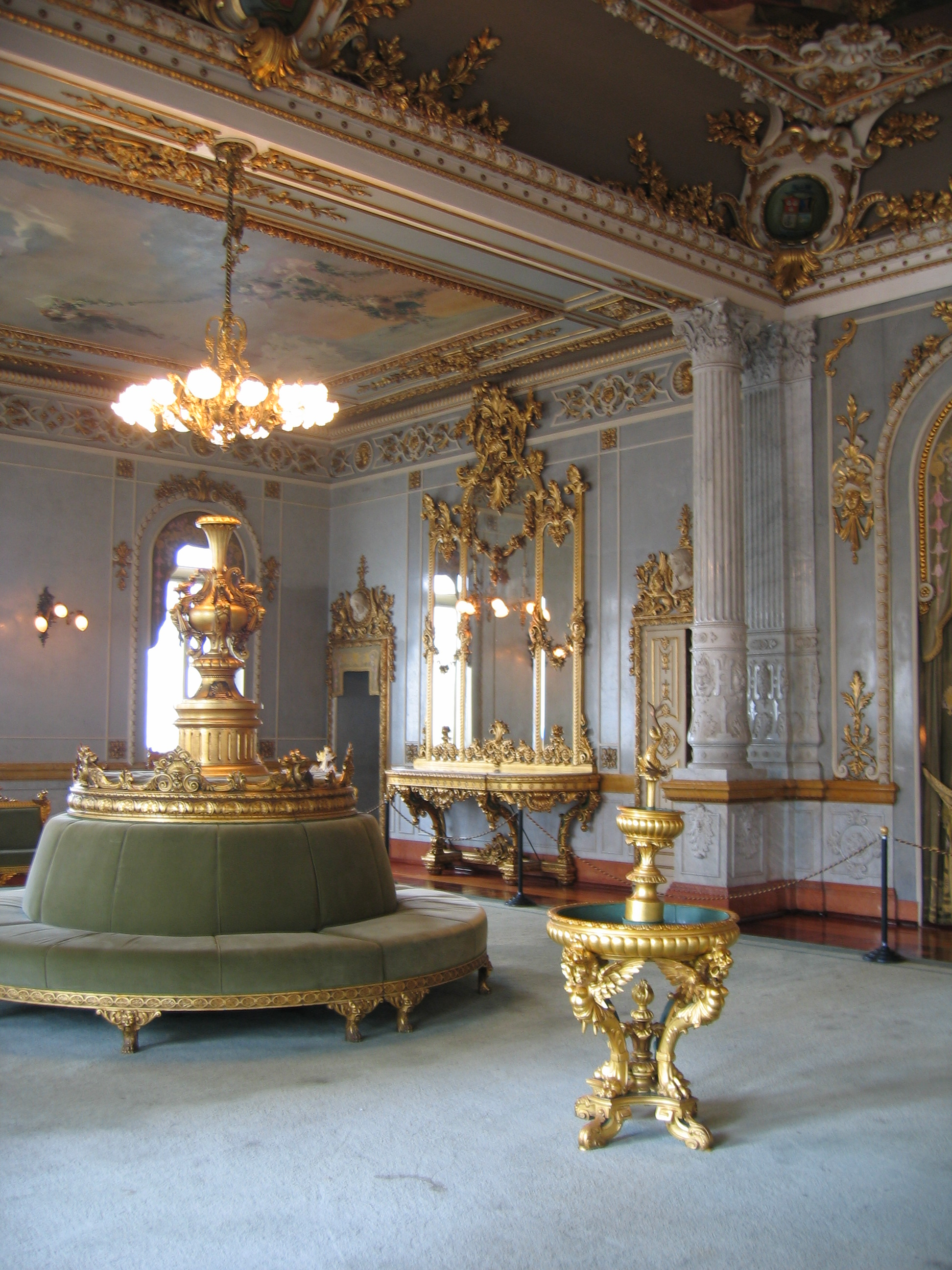
Las exposiciones de artes plásticas se realizaron en el foyer del Teatro Nacional de Costa Rica entre 1928 y 1937.

El arte moderno comenzó a darse a conocer en Costa Rica por medio de periódicos y artículos de revista. Aunque estilos de pintura como el impresionismo, surgido en 1874 en Francia, ya no se consideraban arte de vanguardia en Europa, en Costa Rica se le valoraba como un estilo muy moderno, ya que hasta ese momento el público solamente se había visto expuesto al arte académico tradicional. A esto hay que sumar la oposición de los maestros artistas tradicionales a este nuevo movimiento, en especial del director de la Academia de Bellas Artes, Tomás Povedano.
Los nuevos movimientos artísticos aparecieron en América en la década de 1920, influidos por el arte moderno europeo (impresionismo, fovismo, cubismo, etc). Particular impacto tuvo el muralismo mexicano, que planteó una cuestión singular: la creación de un estilo artístico que expusiera la creación y el sentir nacional. Surgieron movimientos vanguardistas en Argentina, Brasil, Cuba y México. En Costa Rica, un grupo de artistas adoptó el impresionismo, el postimpresionismo, y en menor medida, el expresionismo y el cubismo, con la idea de crear un estilo que fuera verdaderamente costarricense.
A partir de 1928, se iniciaron una serie de exposiciones de arte, fundamentalmente de pintura y escultura, patrocinadas por el Diario de Costa Rica, el Círculo de Amigos del Arte, el gobierno de la República y los propios artistas. Las exposiciones se realizaron en el Teatro Nacional, de forma anual, hasta 1937, con excepción de 1929, debido a la crisis económica mundial. La exposición de 1928 tuvo como antecedente una exposición de arte argentino organizada por el diplomático de ese país Enrique Loudet, y reunió a un profuso grupo de artistas conformados por los grandes maestros de la Academia (Povedano, Span, Echandi, etc), con los jóvenes artistas atraídos por las corrientes de vanguardia y arte moderno (Quirós, Zúñiga, Amighetti, De la Cruz, etc).
Los artistas más ganadores de estas exposiciones fueron Francisco Zúñiga y Noé Solano. En el caso de Zúñiga, las exposiciones permitieron que fuera uno de los artistas más reconocidos de las mismas, lo que contribuyó a que su nombre destacara posteriormente. Otros artistas que se destacaron fueron Manuel de la Cruz González, Gonzalo Morales Alvarado, Teodorico Quirós, Francisco Amighetti y Juan Manuel Sánchez, siendo la mayoría de ellos (a excepción de Morales) artistas de la Nueva Sensibilidad.
Entre las mujeres, las más ganadoras fueron Luisa González de Sáenz, Lily Artavia, Ángela Pacheco y María Aurelia Castro Quesada. A excepción de González, todas las demás artistas destacaron por sus obras realizadas siguiendo la tradición académica. En el caso de Artavia, al presentar varios desnudos, aunque de factura académica, hicieron que el público la calificara de vanguardista.
La última exposición se realizó en 1937, debido al desinterés del público, la disolución del Círculo de Amigos del Arte y el sentimiento general de los artistas de que cada uno debía continuar su camino con una creación más individual. Además, habían perdido su autonomía, al ser incluida dentro de la Exposición Nacional, que también incluía temas ajenos al arte como la agricultura y la ganadería. El último ganador en pintura fue Francisco Zúñiga con su óleo Maternidad.
Las exposiciones de artes plásticas permitieron conocer la producción de los nuevos creadores quienes, identificados con las tendencias modernas, buscaron posicionarse en el campo artístico mediante propuestas que motivaron diversas transformaciones en el medio artístico nacional. Las exposiciones contribuyeron a la construcción de un espacio artístico crítico, el cual favoreció en esa época, el intercambio de ideas y de conocimientos, así como la creación de producciones artísticas originales, las cuales fueron desplazando el trabajo de la copia. Además, estimularon al público para apreciar y consumir el arte original en una época en la que prácticamente no existía un público interesado en el quehacer artístico.
A pesar de la renovación plástica, en las exposiciones de arte siguieron vigentes los postulados académicos de los maestros artistas, quienes con sus motivos y técnicas clásicos, debieron compartir el espacio artístico con las propuestas vanguardistas de las nuevas generaciones. El proceso acabó en un predominio de las nuevas propuestas; fue paulatino y nunca se intentó silenciar a la generación más conservadora. Más bien, el escenario se enriqueció con las respuestas y contrarrespuestas que las exposiciones provocaron en la prensa escrita y debido a la participación en ellas de intelectuales de diversa índole. En un balance histórico, las exposiciones fueron esenciales para consolidar una de las generaciones de artistas más significativas y marcaron un antecedente clave para el futuro del arte nacional.

#### El Álbum de Grabados
En 1934 y de forma autodidacta, un número de artistas costarricenses aprendió la xilografía (grabado en madera), la cual era una novedad técnica ajena a las preocupaciones académicas. Con este nuevo conocimiento, elaboraron un álbum cuyas imágenes reflejan la influencia cultural de la corriente americanista. Se considera que este documento es vital para entender el desarrollo del arte moderno y del grabado en el país.
En el Álbum de Grabados se reúne la obra xilográfica de Francisco Zúñiga, Francisco Amighetti, Teodorico Quirós, Carlos Salazar Herrera, Gilbert Laporte, Manuel de la Cruz González y Adolfo Sáenz.

#### La década de 1940

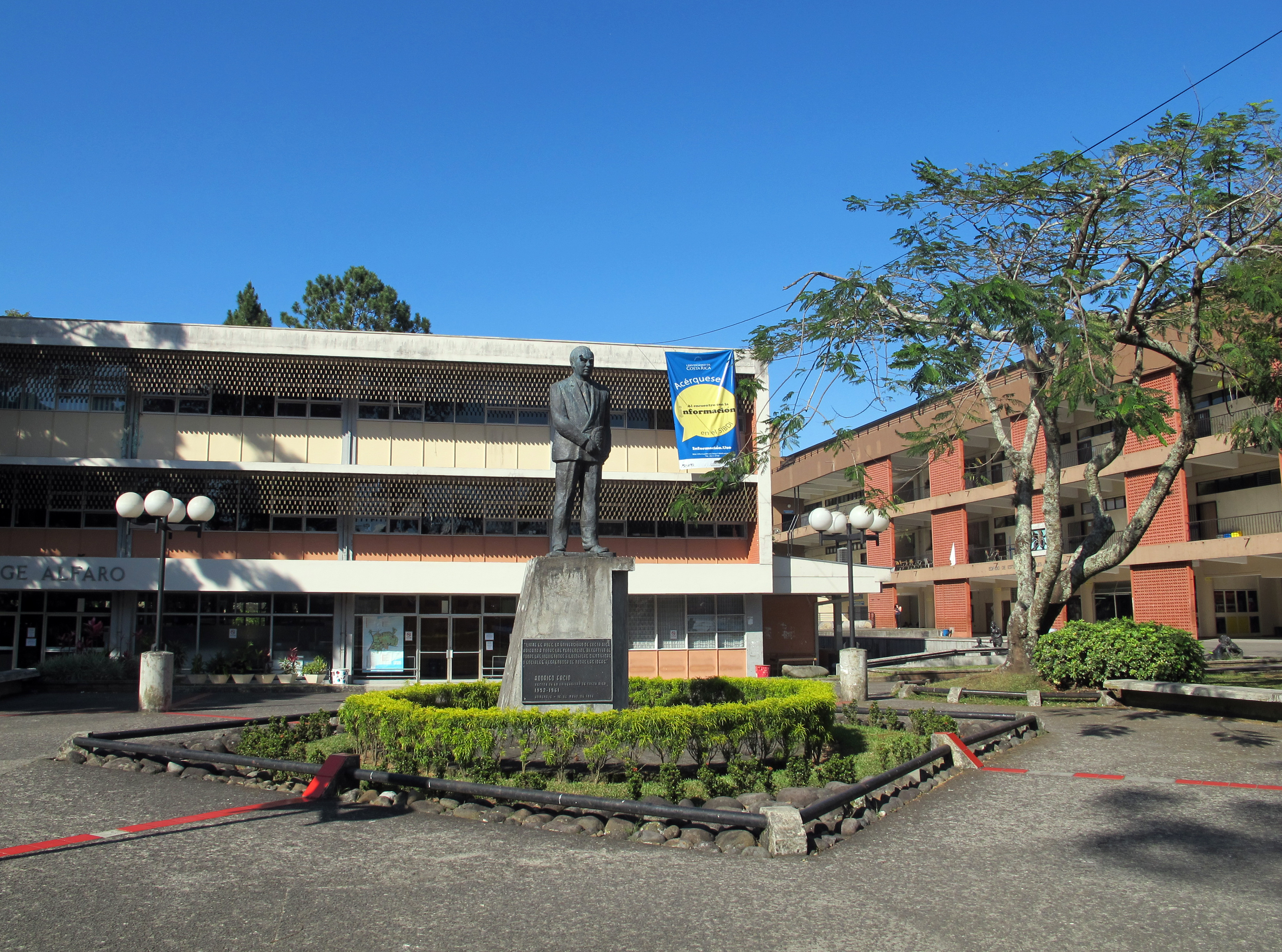
La fundación de la Universidad de Costa Rica en 1940 fue uno de los capítulos decisivos en la consolidación del arte costarricense.

Un importante cambio se gesta con la creación de la Universidad de Costa Rica en la década de 1940, institución a la que es incorporada la Escuela Nacional de Bellas Artes. Con Teodorico Quirós a la cabeza, se realiza una transformación en los planes de estudio. Entre los primeros alumnos surgidos de la universidad destacarán Guillermo Jiménez Sáenz, Margarita Esquivel, Margarita Quesada, Margarita Gómez, Hortensia Fernández y María Eugenia Domián. De gran influencia será también la obra del pintor alemán Alex Bierig, profesor de entomología y dibujo en la Universidad de Costa Rica, y destacado retratista, paisajista de estilo postimpresionista, autor de desnudos, naturalezas muertas y temas relacionados con la muerte, sin ser totalmente académico. Bierig será maestro de importantes artistas costarricenses como Sonia Romero, Harold Fonseca y Fernando Soto Harrison.

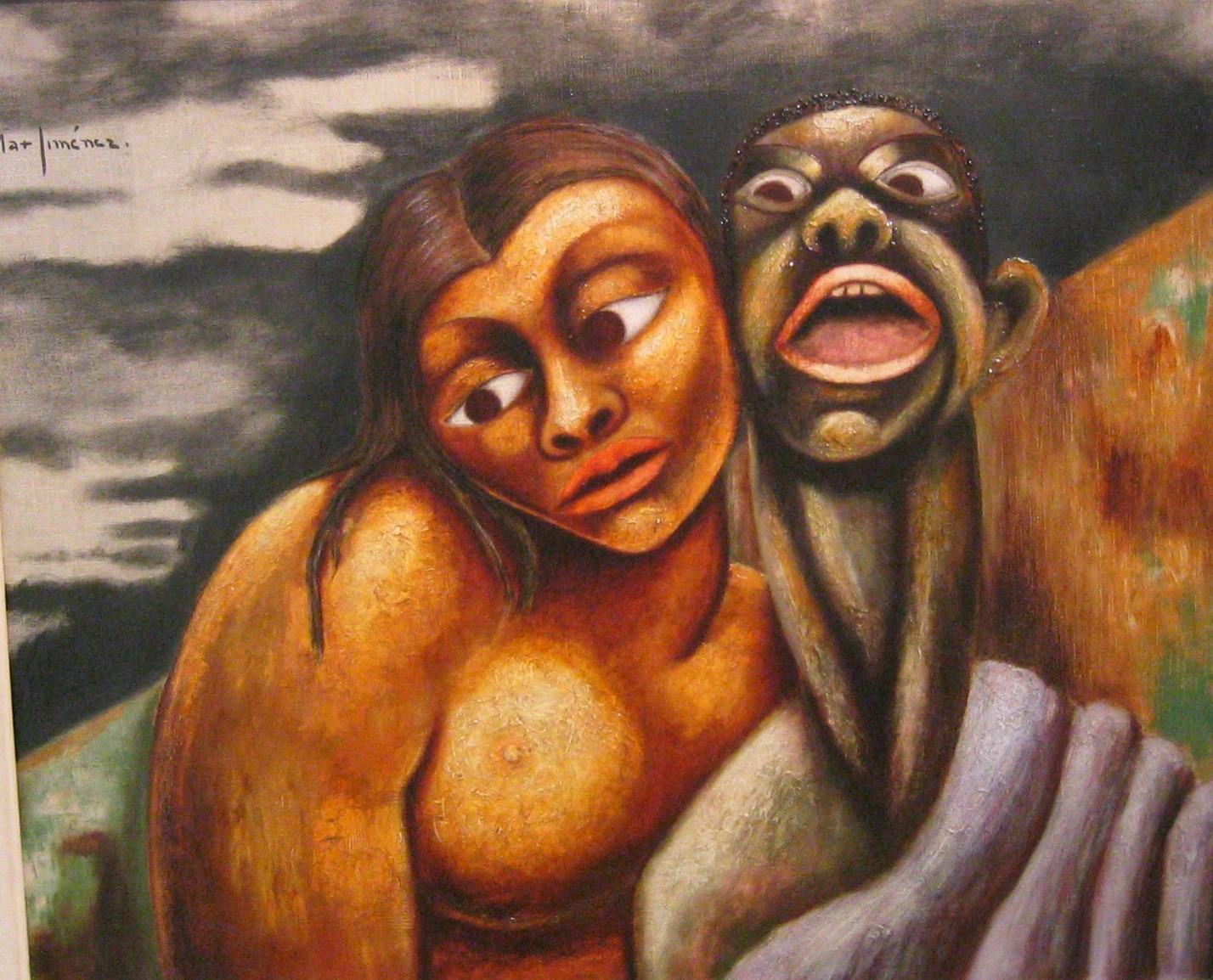
Desesperanza, de Max Jiménez.

A esto se suma la creación de la Galería L'Atelier, que permitió a los jóvenes pintores una oportunidad de mostrar su arte. El primer pintor en exponer en esta galería fue Max Jiménez, quien además de pintor, fue escultor, novelista y poeta. Aunque cronológicamente formó parte de la Generación de los Treinta, su obra está más influenciada por las corrientes artísticas latinoamericanas posteriores, lo que lo hace un precursor de los vanguardistas costarricenses. Sus pinturas contienen gran personalidad, utilizando como temas la figura femenina estilizada y/o deformada, y aspectos del mundo afrocubano (Mujer en la ventana, 1939-1947?). Jiménez residió parte de su vida en Europa, donde estuvo en contacto con grandes artistas de la época, siendo el primer artista costarricense en entrar en contacto con el arte abstracto.
Los cambios gestados en la década de 1940 coinciden con el regreso de Margarita Bertheau a Costa Rica, pintora con la cual la técnica de la acuarela comenzará a tener un rápido desarrollo en el país. Aunque la acuarela fue empleada desde época temprana por pintores como Tomás Povedano, esta fue utilizada básicamente para hacer estudios que luego se pasarían al óleo. Los pintores de la Generación Nacionalista la utilizarán como técnica preferida para la representación del paisaje nacional. Algunos de ellos, como Fausto Pacheco, harán casi la totalidad de su obra en acuarela. Con Bertheau, la acuarela tendrá un rápido desarrollo, llegando a fundar una verdadera escuela de paisajistas, destacándose Luis Daell entre sus discípulos preferidos. Bertheau también será la responsable de incluir el modelo humano al natural en la Academia, siendo del desnudo y la figura humana una constante de muchas de sus obras.
De la tradición acuarelística iniciada por Bertheau y continuada por Daell destacan pintores como Cristina Fournier, Magda Santoanastasio, Luis Paulino Delgado, Grace Herrera, Xinia Gordienko, Ligia Koper, Héctor Arguedas, Gerardina Colombari, Ana Griselda Hine, Susana Jones, Floria Pinto, Fabio Herrera, Guisella Stradmann, Flora Zeledón, Alejandro Sánchez, Ena Delcore, María Eugenia Domián, Hugo Sánchez y Max Rojas.
Entre los pintores de la década de 1940, la obra de Flora Luján posee características muy propias, tanto temática como estilísticamente, usando una pincelada muy libre y gestual, logrando ricas texturas y colores muy puros.

#### El muralismo costarricense

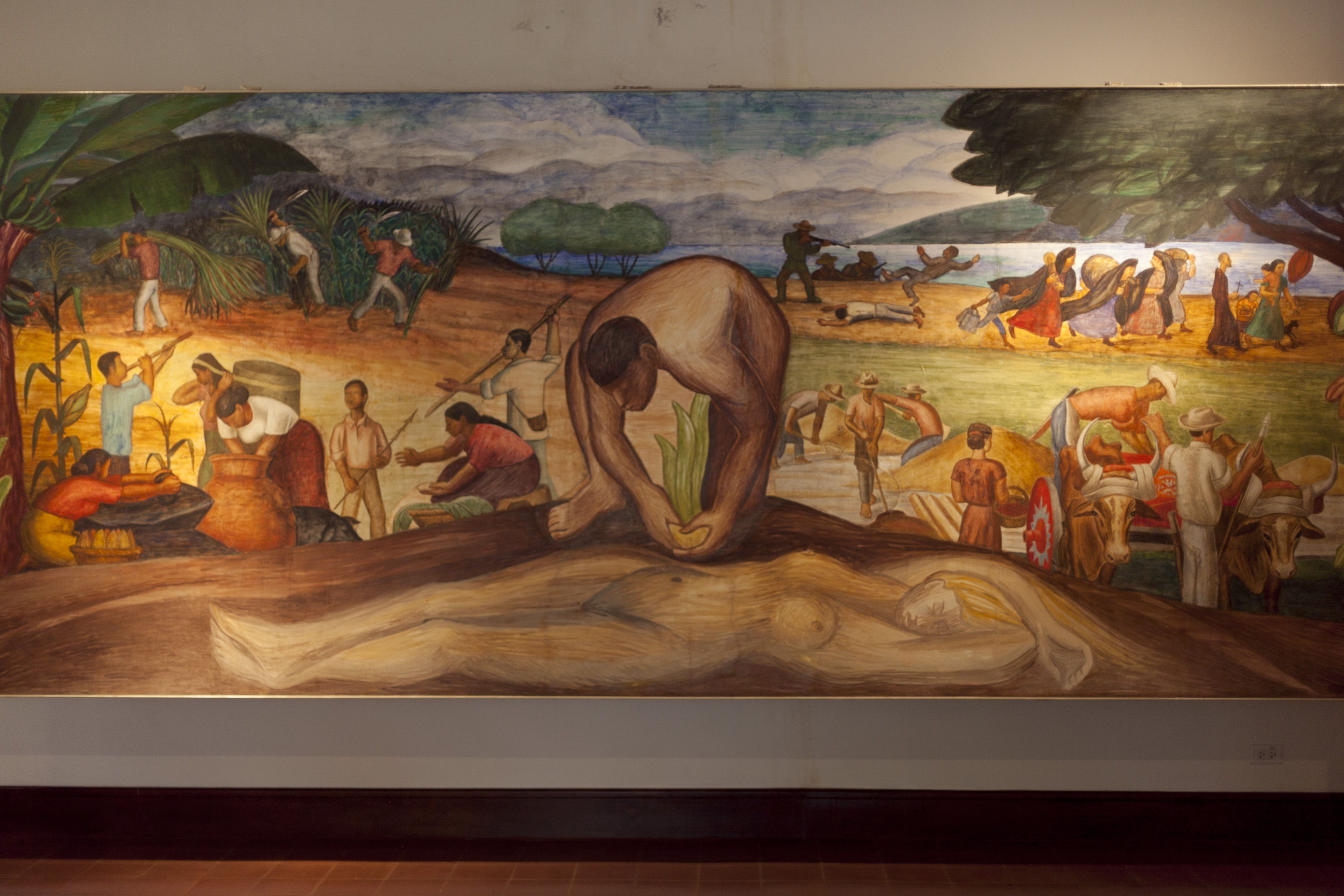
La Agricultura, de Amighetti.

La década del 40 también será la del inicio de las obras muralistas en Costa Rica, en las cuales se destacarán artistas como Amighetti, Bertheau y Daell. Francisco Amighetti y Margarita Bertheau efectúan el mural La agricultura en la Casa Presidencial, mientras que Luis Daell pinta otro titulado Mural a la Guerra, en el mismo edificio, en referencia a los hechos de la Guerra Civil de 1948. Margarita Bertheau pintó murales en el colegio Saint Francis, la tienda La Dama Elegante y la Maternidad Carit (Madre soltera, que fue destruido). Los frescos de estos artistas estarán presentes en muros de edificios de gobierno, clínicas e instituciones educativas.
No obstante, las manifestaciones con temas histórico políticos en Costa Rica no fueron abundantes. El muralismo costarricense, a diferencia del muralismo mexicano, no va a estar ligado a movimientos sociales o al indigenismo, sino que busca un enfoque narrativo-expositivo y didáctico. Se plasman en los murales las luchas civiles de 1948 y las visiones del Estado, con elementos históricos. La alegoría y el símbolo son formas de comunicación de estos murales. Las obras, con sus versiones particulares del desarrollo del país, contribuyen a forjar versiones de la identidad nacional y la historia costarricense, en el imaginario social.
En los años 1950, pintores como Jorge Gallardo, César Valverde Vega, Juan Luis Rodríguez y Julio Escámez van a continuar la obra muralista iniciada en la década de 1940.

### La revolución artística de mitad de siglo (1950-1970)
Tras la Guerra Civil de Costa Rica en 1948 se va a dar también una nueva revolución en el arte nacional. La abolición del ejército, la fundación de nuevas instituciones estatales y la consolidación de la democracia permitieron que se destinasen mayores fondos para museos, hospitales y otras obras de infraestructura, además de destinar recursos para la promoción del arte.
En el campo artístico, se dieron tres hechos fundamentales que permitieron una verdadera revolución que inicia a mitad de siglo: la fundación de la Casa del Artista, que funcionará como semillero de artistas; la remodelación de los salones del Museo Nacional, que va a permitir a los artistas exponer sus obras; y la introducción de nuevas corrientes artísticas ligadas al abstraccionismo.
Se introducen innovaciones pictóricas por parte de artistas como Lucio Ranucci, italiano radicado en Costa Rica entre 1954 y 1960, y los pintores nacionales José Francisco Alvarado Abella, Dinorah Bolandi y Jorge Gallardo. Ranucci fue ganador de un concurso en 1954 para pintar un mural en el nuevo Aeropuerto Internacional Juan Santamaría, además fue director del Teatro Universitario, profesor de la Casa del Artista y fundador del Teatro Arlequín.
La pintura de José Francisco Alvarado Abella es pionera en la abstracción y la figuración, especialmente en la corriente hiperrealista en el caso de esta última, ya sea al óleo o con técnicas mixtas. La temática de su trabajo es la sensualidad.
La obra de Dinorah Bolandi se enmarca dentro del paisajismo, construido desde una rigurosa estructura, empleo bidimensional de las formas y abstracción a base de planos de color. En sus retratos, plasma el parecido y el alma del retratado. Figura entre los grandes dibujantes costarricenses.
Ambos pintores hicieron invaluables aportes a la educación artística, dentro de la Casa del Artista, la Escuela de Bellas Artes y la Escuela Esempi por parte de Abella, y desde la Universidad de Costa Rica y la Universidad Nacional en el caso de Bolandi.
La propuesta temática de Jorge Gallardo se acerca al realismo social, que también desemboca en una propuesta cristiana (realismo cristiano) y humanista. Su arte figurativo está comprometido con la representación de temas populares, con personas y gente común realizando sus actividades cotidianas. En sus obras representa la vida comunitaria, los bailes, la gente caminando por la calle, haciendo fila para subir a los autobuses, pescando, orando o descansando (Vendedores de fruta, óleo sobre madera, 1976). Su obra es de formas muy esquemáticas, colores puros con planos y línea de contorno simple y acentuado, que deja ver su habilidad para el dibujo. Pintó murales en el Seminario Mayor, la Escuela Porfirio Brenes y el Banco Central de Costa Rica (Cosecha de maíz, óleo sobre madera, 1976-1977, 2 x 2.42 m).

#### El arte abstracto del Grupo Ocho (1960)

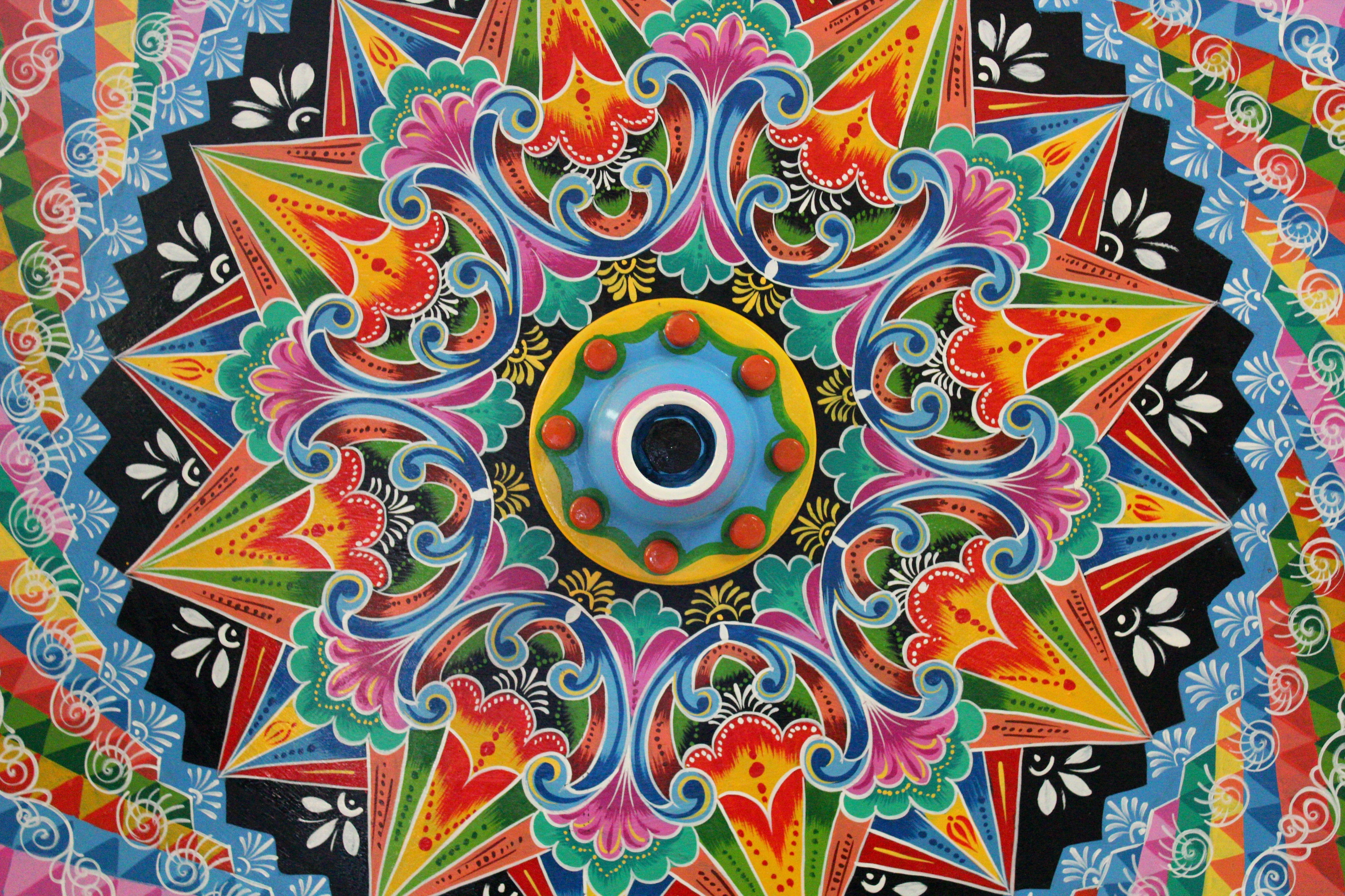
El arte abstracto fue introducido en Costa Rica en 1960 por el Grupo Ocho. En la foto, rueda de carreta típica costarricense, pintada con motivos geométricos y abstractos.

Sin embargo, es en la década de 1960 que se gesta un verdadero cambio en la plástica costarricense al introducirse el arte abstracto en el país, con la fundación del denominado Grupo Ocho, formado por los pintores Rafael Ángel García, Harold Fonseca, Guillermo Jiménez Sáenz, César Valverde Vega, Luis Daell y Manuel de la Cruz González, y por los escultores Néstor Zeledón Guzmán y Hernán González Gutiérrez, a los cuales se unirán después la pintora colombiana Lola Fernández y los pintores Guillermo Combariza y Carlos Poveda.
El Grupo Ocho organizó una serie de exposiciones al aire libre en la que el público costarricense tuvo por primera vez contacto con las manifestaciones plásticas del abstraccionismo, mostrándose obras que se encontraban dentro de la no figuración o utilizaban técnicas nuevas como el collage de materiales de desecho y de papel, rellenos de madera y dripping. Dos miembros del Grupo Ocho, Rafael Ángel García y Lola Fernández, tendrán un peso importante en esta nueva etapa del arte costarricense, al ser profesores en la Academia de Bellas Artes, generando un cambio de actitud hacia los movimientos no figurativos.
Rafael Ángel Felo García Picado, pintor y arquitecto, graduado en Inglaterra, donde estuvo en contacto con el arte contemporáneo, realizó la segunda exposición de arte abstracto no figurativo en 1958, y la primera hecha por un costarricense, presentando 27 óleos de temática expresionista abstracta y 16 acuarelas figurativas, que causó gran impacto en la sociedad costarricense. En 1960, creó la institución antecesora al actual Ministerio de Cultura de Costa Rica y fue fundador de la Escuela de Arquitectura de la Universidad de Costa Rica. En sus obras utiliza materiales no tradicionales como la pintura industrial o latas de zinc, con los que crea relieves pictóricos. En muchas obras pinta el tema del tugurio, el hacinamiento y la pobreza con una nueva visión del paisaje nacional, buscando darle una solución compositiva diferente (Cobijas coloradas, técnica mixta, 1991, 120 x 120 cm; Después de la lluvia, técnica mixta, 1994, 120 x 150 cm). Su obra tiene dos vertientes: el abstraccionismo y la pintura gestual.
La obra de Lola Fernández ha sido sólida y continuada por varias décadas. Nacida en Colombia, educada artísticamente en Italia, llegó a Costa Rica en 1957 y realizó la primera exposición de arte abstracto en Costa Rica en 1958, en el Museo Nacional. En sus inicios, su pintura fue abstracta no figurativa, específicamente ubicada dentro de la abstracción lírica. En los 1960, incursionó en la abstracción geométrica y posteriormente pasó a la obra de tipo neofigurativo, en cierto momento influenciada por el arte oriental. Su obra la ha pintado en series que marcan diversos periodos de su pintura.
Manuel de la Cruz González será una pieza clave del movimiento, al ser el pintor que une la generación de la Nueva Sensibilidad con la del Grupo Ocho. Durante los años 1930, su pintura estuvo ligada al ideal de la Generación Nacionalista, aunque ya desde esa época sus paisajes mostraban una pintura naturalista muy estructurada (Paisaje costarricense, óleo sobre tela, 1980, 55 x 75 cm). Realizó la tercera exposición de arte abstracto en 1958, siendo la más sólida de las tres organizadas ese año. Su obra abstracta, geométrica y sintética (Síntesis del ocaso, laca sobre madera, 1971, 100 x 100 cm; Equilibrio cósmico, laca sobre madera, 1964, 111 x 88 cm) será punto de referencia dentro de esta corriente en el arte costarricense. Tuvo también una época figurativa donde pintó desnudos de trazo vigoroso y línea fluida. Incursionó en el muralismo (Mural espacial, 1962). Utilizó los más variados materiales: lacas industriales, óleo, tinta china, cera, témpera. Su pintura, tendiente a la geometrización desde la época de la Nueva Sensibilidad, será resultado de su contacto con las vanguardias abstraccionistas cubanas y venezolanas de la década del 40 y 50.
También tendrá importancia la pintura mural de César Valverde Vega, donde predominará el tema femenino y la abstracción figurativa (Constitución, Justicia y Contraloría, mural acrílico). Valverde comienza a pintar en los años 1950 en Europa, donde tuvo contacto con las corrientes artísticas de ese continente, siendo allí donde se gesta su figuración abstracta en las figuras y los paisajes. Sus pinturas tienen características bidimensionales, vinculando figura y fondo con una tonalidad monocromática, utilizando luego un entramado en lugar de la línea fuerte del principio, en sus obras posteriores. A partir de los 1960 se interesa en la figura femenina, que luego será icónica en su arte, y es cuando se incorpora a la técnica mural, cuya obra será vasta.
Luis Daell también será uno de los pintores que servirá de puente entre la Generación Nacionalista y la generación del arte abstracto, incursionando brevemente en la pintura no figurativa. Posteriormente, volverá a ligarse a sus orígenes con un nuevo lenguaje plástico, esta vez realizando paisajes con características muy propias. Utilizó atrevidamente el color, donde diluía el pigmento en zonas, produciendo la impresión de aguadas o texturas variadas. Entre sus numerosos temas, destaca la representación de zona atlántica de Costa Rica, donde recoge el sabor caribeño de la provincia de Limón. También realizó cuadros en óleo y acrílico.
Harold Fonseca, discípulo del alemán Alex Bierig y graduado de la Corcoran School of Art y el Art Institute de Chicago, realizó la primera exposición de arte contemporáneo ante la OEA, representando a Costa Rica, en los años 1960, luego de lo cual fue diplomático y formó parte del Grupo Ocho. Junto a Manuel de la Cruz González, pintó los únicos dos ejemplos de concretismo en el arte mural costarricense, en la Plaza González Víquez y el antiguo Banco Anglo. En su arte, pintó paisajes, figuración abstracta y posteriormente, trazos de temática precolombina mezclado con lo africano y europeo en forma de figuras geométricas. También tocó los temas de las leyendas costarricenses y los mitos clásicos.
Guillermo Jiménez Sáenz fue profesor, catedrático y vicedecano de la Escuela de Bellas Artes de Costa Rica, y docente en la Casa del Artista. Su obra se caracterizó por un grado de abstracción muy marcado, al aplicar en sus pinturas una combinación de planos geométricos.

### El arte figurativo (1970-1980)

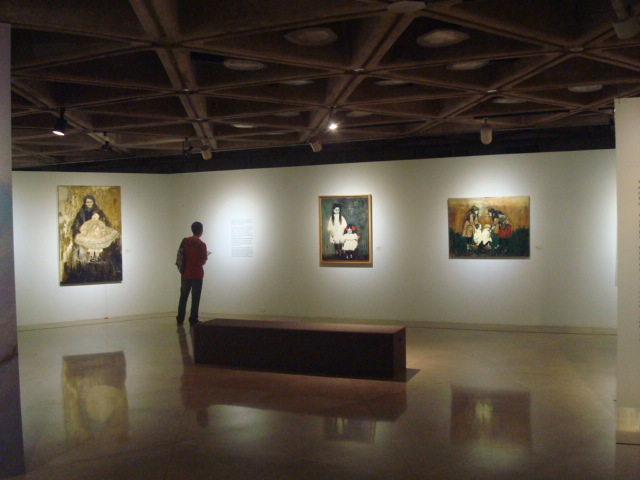
Interior de la Galería de Arte del Museo del Oro Precolombino, San José.

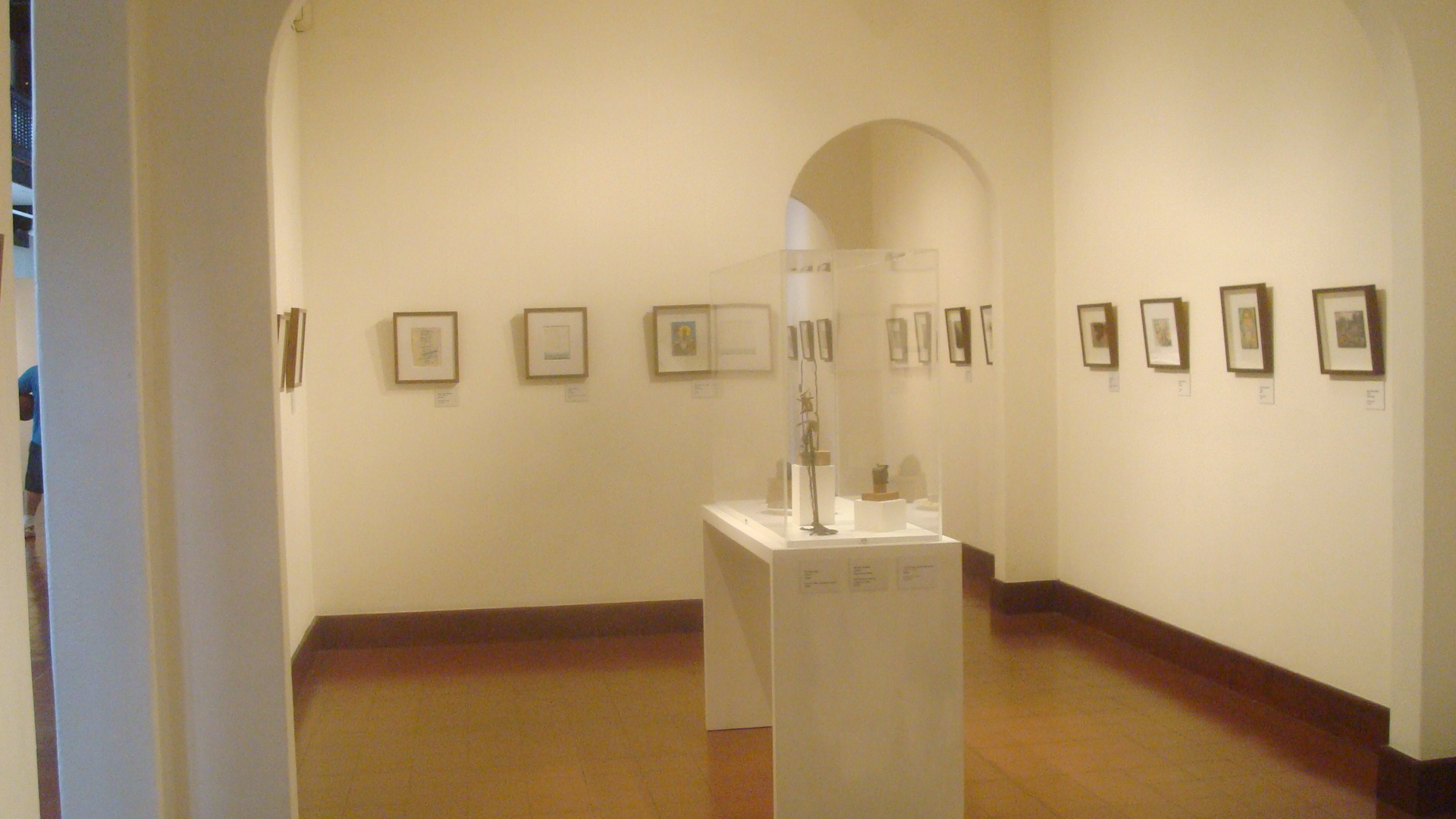
Interiores del Museo de Arte Costarricense.

El arte figurativo y simbólico retomará un nuevo aire a partir de la década de 1970, apareciendo la pintura de denuncia social que retrata la pobreza, la marginalidad y la violencia, destacándose pintores como Rafa Fernández, Jorge Gallardo, Otto Apuy, Fernando Carballo, Lola Fernández y Gonzalo Morales Sáurez. También será importante, durante esta y hasta inicios del siglo xxi, la peculiar obra de Isidro Con Wong, que ha sido catalogado dentro de los pintores instintivos.
En 1971, en el marco del II Festival Cultural Centroamericano y en conmemoración del 150 aniversario de la Independencia de Centroamérica, se organizó por parte del Ministerio de Cultura de Costa Rica y el Consejo Superior Universitario Centroamericano, la I Bienal Centroamericana de pintura, con sede en la Biblioteca Nacional en San José. En esta Bienal, se demostró un renovado interés por el retorno a la figuración, lo que estableció un cambio con respecto a las propuestas abstractas de la década de 1960. Esta tendencia encontró eco en la necesidad de construir un lenguaje plástico local y nacional. Participaron en esta Bienal artistas como Rafa Fernández, Jorge Gallardo, Lola Fernández, Ricardo Morales, César Valverde Vega y José Manuel Vargas.
Juan Luis Rodríguez Sibaja fue el primer pintor costarricense en realizar una instalación artística con El Combate (1968), que participó en la IX Bienal de París. Se le considera el artista de transición entre la generación de pintores de los sesenta y los setenta. En sus creaciones utiliza minerales y polvos de tierra pulverizada y madera, creado una obra de arte matérica materialista. Elaboró un mural en la técnica de mosaico veneciano en pasta de vidrio para la Biblioteca Nacional de Costa Rica, además de los altorrelieves del Instituto Nacional de Seguros. En 1994, con la obra Iconos en cruz, obtuvo el premio único en el Salón de los Maestros de la IV Bienal L&S de Pintura Costarricense. Es además escultor, grabador y artista gráfico.
Uno de los pintores importantes del periodo es Rafa Fernández, cuya obra conoció diversas etapas ya que empezó a pintar en la década de 1950. En el principio de su carrera, sus pinturas eran afines al expresionismo, aunque ya para 1970 las corrientes artísticas de la época lo acercaron al surrealismo y a cierto abstraccionismo con tendencias oníricas, con una pequeña etapa de realismo mágico al pintar una serie de obras dedicadas a la novela Cien años de soledad, de Gabriel García Márquez. Se observan elementos característicos que combinan lo onírico, lo esotérico y lo irracional (Presagios de la guerra, 1966). A partir de los 1980, su pintura se acerca a la neofiguración utilizando como tema la sociedad de consumo (Sociedad de consumo, 1980). Es en esta década cuando aparece el tema femenino y los misterios asociados a la mujer. Con el tiempo, las mujeres de sus pinturas adquieren dimensiones monumentales y se vuelven más sólidas y volumétricas, lo que delata cierta condición escultórica (Adiós Alfonsina, 1989; El sueño III, 1989; Eterno Femenino, técnica mixta sobre tela, 2000, 10 x 6 m, obra monumental en el telón de boca del Teatro Nacional de Costa Rica). Fernández logró una convivencia de formas figurativas con patrones abstractos y una atmósfera metafísica, desarrollando un estilo propio distinguible y característico. Su obra se caracteriza por un gran colorido y factura impecable.
Julio Escámez, pintor chileno exiliado en Costa Rica desde 1974, tuvo una destacada obra artística de contenido social que incluye el dibujo, el grabado, el óleo y el muralismo, utilizando técnicas realistas para describir temas cotidianos de la vida popular y el paisaje americano. Escámez ejerció el magisterio en la Escuela de Artes Plásticas de la Universidad Nacional de Costa Rica, puesto desde el cual permitió una revitalización del arte mural en el país. Fue asesor ad honorem del Ministerio de Cultura en la restauración y conservación de monumentos artísticos nacionales. 
Fernando Carballo fue un destacado dibujante y artista gráfico. Manifestó en sus obras una inclinación por lo grotesco, que tuvo gran repercusión en los jóvenes de esta época. Realizó obras en blanco y negro, usando tintas litográficas con las cuales podía rescatar valores gráficos que le confieren gran fuerza a sus personajes, casi siempre seres marginales (El grito, La madre, Familia, 1982). Posteriormente realizó obras a color con técnicas mixtas y óleo. Hacia el final, su obra fue perdiendo su naturaleza grotesca pero no así su fuerza expresiva.
Ana Griselda Hine, pintora, dibujante y grabadora, se proyectó en la técnica de la acuarela de una forma excepcional. Dentro del arte figurativo, su técnica se caracteriza por la utilización de manchas con abundante agua, figuras dibujadas de forma depurada y la composición hecha en varias perspectivas. Los temas se han centrado en el paisaje, la temática de género y los interiores.
El hiperrealismo de temática social tendrá a Gonzalo Morales Sáurez como uno de sus principales representantes. Sus temas predominantemente sociales utilizan una visión contrapuesta a la realidad política. En sus obras, Morales Sáurez usa objetos de uso cotidiano como si fuera un close-up fotográfico de carácter intimista. Con un estilo ligado al realismo fotográfico, ha cumplido además con una importante labor didáctica.
La obra de Isidro Con Wong ha sido catalogada dentro de la pintura instintiva. Educado artísticamente en diversas escuelas de arte en China, sus obras se caracterizan por el uso del color en cuyas combinaciones incluye trucos artísticos y personales. Mediante técnicas de frotamiento y pincel, las pinturas adquieren una sensación de magia debido a su brillo y luminosidad. Una característica de sus obras es la inclusión, dentro de la base de la pintura, de formas propias de la caligrafía china no apreciables a simple vista en un primer momento. La temática de su obra se enmarca principalmente en su infancia en Puntarenas, utilizando elementos del campo como el ganado, que ha ido evolucionando hacia una sintetización y simplicación de las formas.
En la siguiente década, dentro de la neofiguración será emblemático el Grupo Bocaracá, formado en 1988 por once artistas plásticos que manifiestan en el arte costarricense la representatividad de las principales tendencias creativas de esta época: Luis Chacón, Ana Martén, Pedro Arrieta, Roberto Lizano, José Miguel Rojas, Florencia Urbina, Leonel González Chavarría, Mario Maffioli, Fabio Herrera, Miguel Hernández y Rafael Ottón Solís. Este grupo realizará 13 exposiciones colectivas en Costa Rica entre 1989 y 2003.
Luis Chacón realizará en sus obras una representación muy personal del paisaje costarricense, manejando el concepto de la pintura como deleite visual, del color como pigmento que construye la imagen, practicando la simplificación de la forma inspirado en el arte etrusco y precolombino, dándole a su pintura con carácter optimista de cara al futuro.
Las pinturas de Pedro Arrieta son solidarias con la tierra, revelando una mirada nostálgica del paisaje, masacrado y destruido por el hombre, que está presente de forma tácita en sus obras. Su propuesta visual es de gran impacto visual y estético, utilizando para ello el acrílico. También incursionó en la serigrafía y la instalación artística a partir de la década de 1990.
El arte de Leonel González Chavarría se inspiró en el Caribe costarricense (Comparsa caribeña, acrílico sobre tela, 2012, 155 x 115 cm). Sus pinturas cuentan con gran riqueza cromática y de texturas, en los que utiliza personajes de raza negra simplificados y estilizados, que se distinguen por su carencia de rostro, acaso un mensaje sobre la ausencia de una identidad o de la búsqueda constante de la misma por parte del artista. Las obras de González tienen un lenguaje propio que busca tener mucha expresividad.
La obra de Rafael Ottón Solís se propone como litúrgica-mágica, mezcla de expresionismo abstracto al que agrega elementos naturales para obtener un objeto estético que conlleva el sello personal de su autor. Junto a Otto Apuy, realizan las primeras instalaciones artísticas en 1978. Durante los años 70, Apuy se distinguirá como grabador y dibujante, para luego convertirse en uno de los pioneros en el país en el arte conceptual.

### La pintura contemporánea costarricense (1980-actualidad)

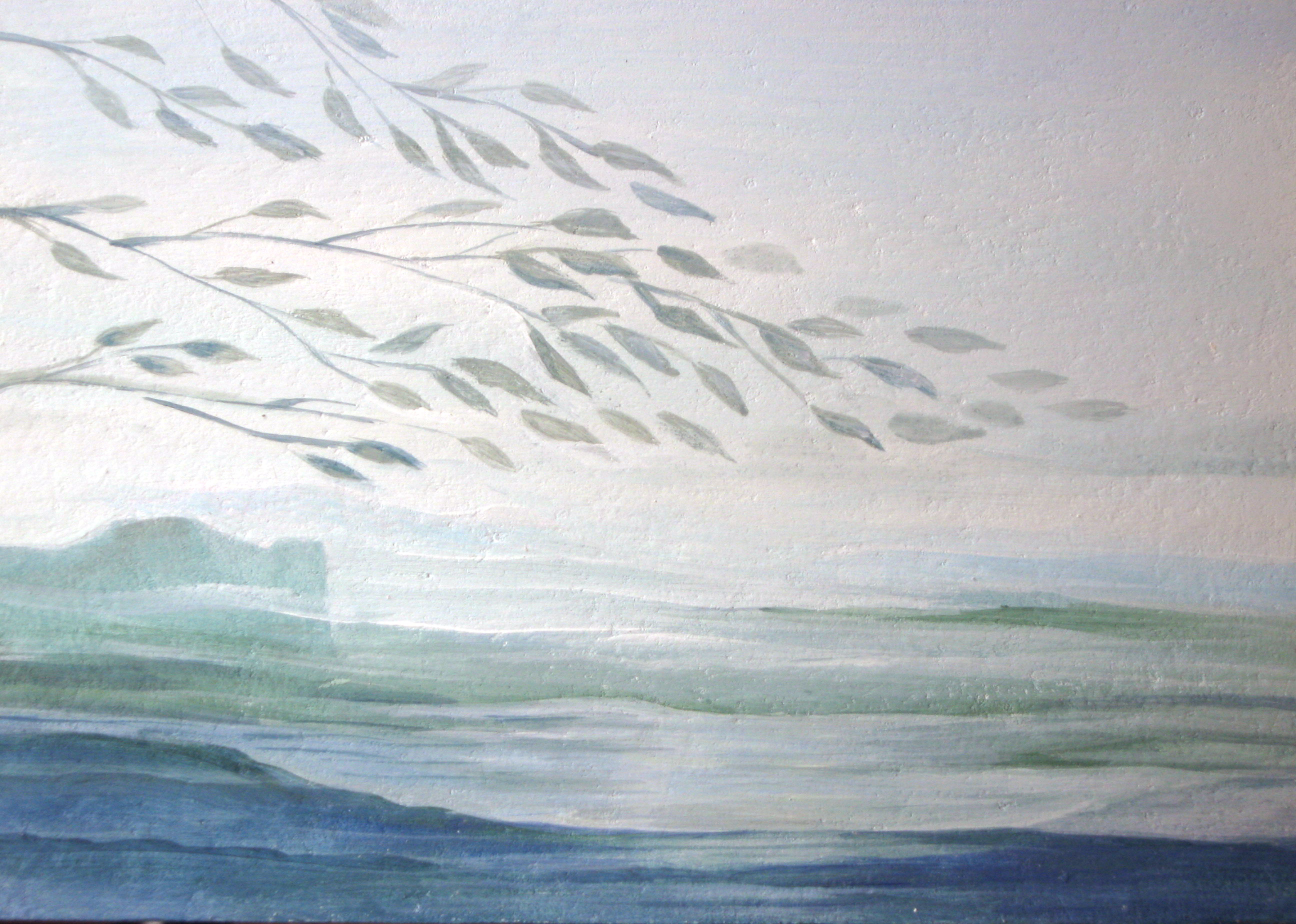
Nostalgia, de Marta Yglesias.

En la década de 1980, una fuerte crisis económica azotó al país, lo que afectó la inversión pública e incidió en una contracción estatal en el plano cultural. Frente a este vacío, surgió la empresa privada promocionando a artistas emergentes mediante una serie de bienales de pintura entre 1984 y 1994, patrocinados por la Corporación Lachner & Sáenz. Las manifestaciones plásticas con mayor contenido social se fueron adecuando más a los intereses del mercado con una pintura de figuración que se acerca al realismo mágico y a una nueva visión del paisaje.
A partir de la década de 1980, el arte nacional recibirá un nuevo impulso no solo en el ámbito público sino también en el privado, que va a repercutir decididamente en el rumbo de la plástica nacional durante las dos últimas décadas del siglo xx. La fundación de galerías de arte privadas permitirá al artista tener mayores posibilidades de expansión. Aparecerán los pintores postmodernistas, con una mezcla de técnicas y temas, inspirándose en aspectos de la modernidad como los medios de comunicación y el turismo. Destacarán pintores como Guillermo Trejos Cob, Joaquín Rodríguez del Paso, Adrián Arguedas, Emilia Villegas, Miguel Hernández, José Miguel Rojas, Rafael Sáenz Rodríguez, Man Yu y otros más jóvenes.
Después de 1980, conviven en el arte costarricense tradición e innovación, aceptación y negación, y son frecuentes los replanteamientos en los ámbitos de los procesos, las técnicas y las formas artísticas. El arte costarricense empieza a buscar la internacionalización y establecer mayor contacto para conocer las propuestas del arte mundial. La infraestructura para la práctica y la divulgación de las artes sigue creciendo gracias a la participación de la empresa privada y a las instituciones gubernamentales interesadas en el tema. Cada vez es más frecuente la incursión de la empresa privada en la promoción del arte costarricense.  Ejemplo de ello es la Feria Valoarte que se ha venido realizando desde el año 2003, una Feria de Arte que nació en el 2003 como una modesta iniciativa a fin de recaudar fondos para la obra social del Hogar Siembra.
Valoarte se realiza cada dos años, y en el 2014 recibió a 165 artistas de 22 países del mundo, con más de 300 obras. Es la muestra más grande de Centroamérica y un referente para toda la región. Valoarte se ha convertido en una plataforma que convoca a artistas y a maestros consagrados. En el 2014 publicó un catálogo de más de 100 páginas que sirve de documento de la producción artística más reciente del área.
En conclusión, crece el número de propuestas y el arte costarricense muestra una nueva gama de ideas y discursos sobre el arte en general que antes no habían sido considerados. En las últimas décadas del siglo xx y principios del siglo xix, se consolida con fuerza la noción de artes visuales, ampliándose el concepto vigente de artes plásticas, lo que incluye a los nuevos medios de creación del momento y otros que no encajaban bien con la idea anterior, aunque no todos los pintores costarricenses han optado por la vía multidisciplinar como sería el caso de Miguel Ángel Azofeifa que rechaza emplear cualquier otra técnica.
Se confirma, entonces, una ruptura con el concepto tradicional de arte basado en las formas clásicas, y se promueve abiertamente la mezcla heterogénea de componentes de diversas procedencias, actitud con la cual los artistas se separan de las reglas de la tradición y proponen, a partir de sus necesidades de discurso, materiales y procesos innovadores que desbordan los límites anteriores para la expresión plástica, poniéndose estos al servicio de las ideas, de modo que el artista puede combinar lo que considera necesario para estructurar su propuesta.

## Índice de pintores
Tradición académica
```
Aquiles Bigot

Emil Span

Enrique Echandi

Ezequiel Jiménez Rojas

Gonzalo Morales Alvarado

Lorenzo Fortino

Tomás Povedano
```

Generación nacionalista
```
Carlos Salazar Herrera

Fausto Pacheco

Francisco Amighetti

Francisco Zúñiga

Juan Manuel Sánchez Barrantes

Luisa González Feo

Manuel de la Cruz González

Margarita Bertheau

Teodorico Quirós
```

Década de 1940
```
Max Jiménez
```

Década de 1950
```
Dinorah Bolandi

Francisco Alvarado Abella

Jorge Gallardo
```

Grupo 8
```
César Valverde Vega

Guillermo Jiménez Sáenz

Harold Fonseca Mora

Hernán González Gutiérrez

Lola Fernández

Luis Daell

Manuel de la Cruz González

Rafael Ángel García
```

Neofiguración
```
Fernando Carballo

Gonzalo Morales Sáurez

Isidro Con Wong

Jorge Gallardo

José Miguel Rojas

Juan Luis Rodríguez Sibaja

Leonel González Chavarría

Lola Fernández

Julio Escámez

Otto Apuy

Rafa Fernández
```

Contemporáneos
```
Aimée Joaristi

Adrián Arguedas
Emilia Villegas
Guillermo Trejos Cob
Joaquín Rodríguez del Paso

Man Yu

Marta Yglesias
Miguel Hernández

Rafael Sáenz Rodríguez
```